# Kurt Eckel (Mediziner)

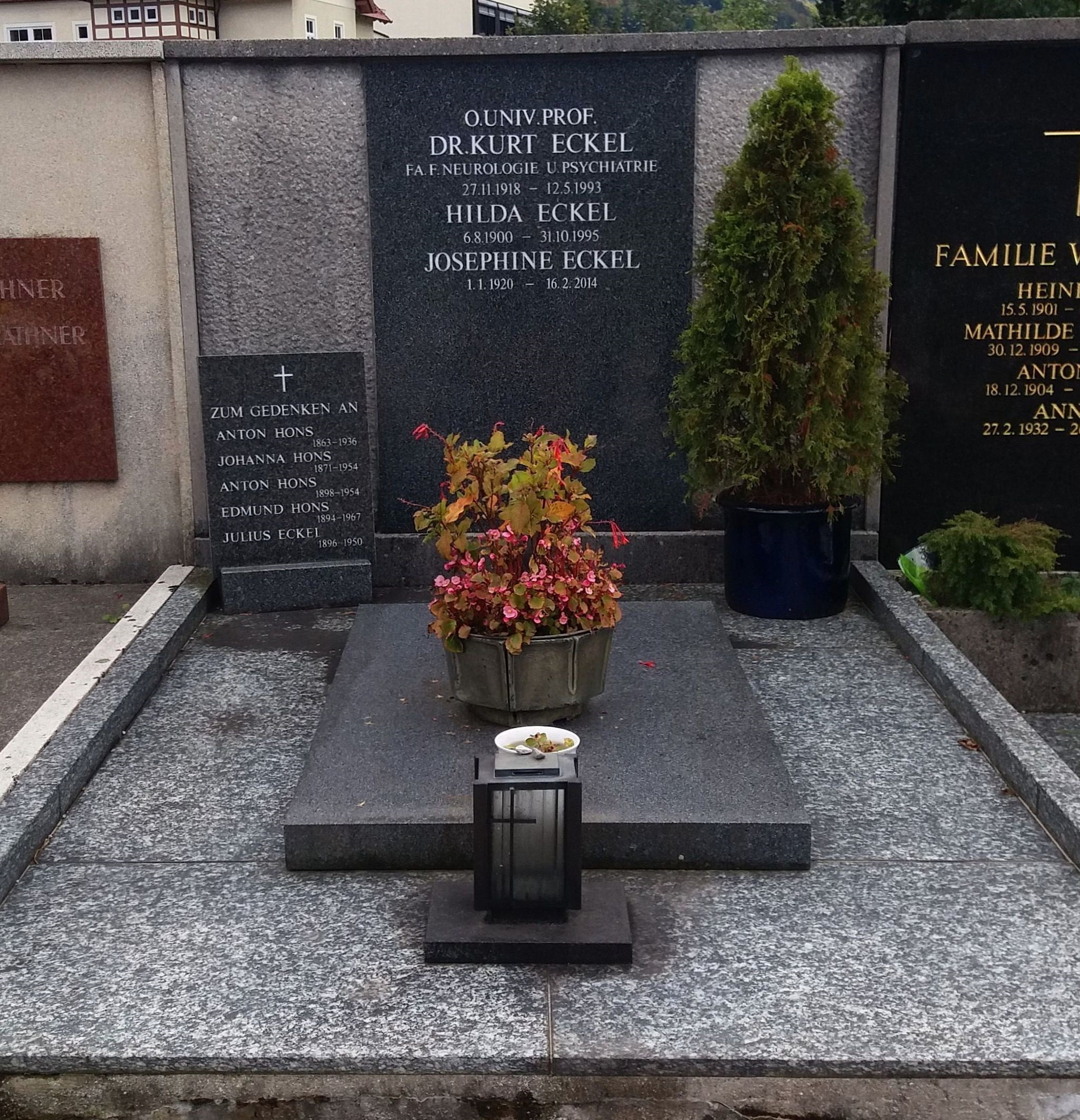
Grab von Kurt Eckel auf dem Friedhof Bad Ischl

Kurt Eckel (* 27. November 1918 in Wien; † 12. Mai 1993 in Bad Ischl) war ein österreichischer Neurologe und Psychiater.

## Leben
Eckel war das einzige Kind des Eisenbahnbeamten Julius Eckel und seiner Frau Hilde. Er besuchte die Volksschule und das Bundesrealgymnasium XIV, legte 1936 die Reifeprüfung ab und studierte anschließend Medizin an der Universität Wien.
Seine zweite Heimat wurde ab 1945 Bad Ischl, hier lebte er mit seiner Gattin Josefine („Fini“, * 1. Januar 1920; † 16. Februar 2014) und seinen beiden Kindern. Hier starb er im 75. Lebensjahr am 12. Mai 1993 und wurde auf dem Friedhof Bad Ischl begraben.

## Beruflicher und wissenschaftlicher Werdegang
Während des Studiums arbeitete Eckel als Demonstrator an den Universitätsinstituten für Medizinische Chemie, Physiologie und pathologische Anatomie. 1940 begann er eine wissenschaftliche Ausbildung als Volontärassistent am Physiologischen Institut der Universität Wien. Am 5. Juli 1941 wurde er promoviert. Anschließend war er als wissenschaftlicher Assistent und ab 1943 als Oberassistent am Physiologischen Institut tätig und wurde zum Beamten auf Widerruf ernannt.
Er leistete Wehrdienst bei der Luftwaffe und war zuletzt Stabsarzt der Reserve von August 1941 bis Juni 1945 mit mehreren Unterbrechungen für wissenschaftliche Arbeiten am Physiologischen Institut. 1942 war er am Luftwaffenlazarett Wien Leiter einer Höhenprüfstelle.
Während dieser Zeit habilitierte er sich an der Universität Wien und erhielt am 31. Januar 1945 die Venia legendi für das Fach Physiologie als Universitätsdozent.
Mit Kriegsende kam Eckel durch die Lazarettverlegungen nach Bad Ischl und war im damaligen Privatkrankenhaus Bauer (Privatkrankenhaus Salzkammergut) medizinisch tätig. Dieses „Luftwaffenlazarett für Hirn-, Rückenmarks- und Nervenverletzte“ unter Generalarzt Wilhelm Tönnis umfasste 1800 Betten. Nach Kriegsende wurde der Betrieb unter amerikanischer Kontrolle als „Hospital 905B“ fortgeführt und im Laufe 1946 auf ca. 350 Betten reduziert. Im April 1947 entstand daraus die „Bundesstaatliche Krankenanstalt für Neurologie und Neurochirurgie“ in Bad Ischl.
Im Krankenhaus Bauer arbeitete er von 1946 bis 1949 unter Leitung von Karl Dussik und dessen Bruder, dem Physiker Friedrich Dussik, bei den ersten Versuchen der Ultraschalldiagnostik (Hyperphonographie), damals Versuche das Gehirn damit zu untersuchen, mit. Er absolvierte die Facharztausbildung in Neurologie und Psychiatrie und war als Gastarzt an der Psychiatrischen-Neurologischen Universitätsklinik in Innsbruck tätig. Ab 1. April 1949 war Eckel Oberarzt für Neurologie und Psychiatrie des damaligen Privatkrankenhauses "Salzkammergut" (Haus Bauer) in Bad Ischl. Nachdem Dussik eine Einladung in die USA angenommen hatte, wurde ab 15. September 1951 Eckel zum leitenden Arzt bestellt, er blieb bis Dezember 1952. Mit 8. Dezember 1952 wurde er Konsiliarfacharzt und ab 1956 Vorstand der Neurologischen Station der „Bundesstaatlichen Krankenanstalt für Neurologie und Neurochirurgie“, bekannt als „Die Kaiserkrone“, in Bad Ischl bis zur Schließung dieser Anstalt am 31. Januar 1969.
Seither war Eckel Primarius in Ruhe und medizinisch weiter als Konsiliarfacharzt für Neurologie und Psychiatrie am Landes-Krankenhaus Bad Ischl bis zur Pension tätig. Ab dem Wintersemester 1968/69 hatte Eckel Lehraufträge an der Philosophischen Fakultät der Universität Salzburg über Physiologie für Psychologen. Am 8. Mai 1969 wurde er Honorarprofessor und nach neuerlicher Habilitation an der Medizinischen Fakultät der Universität Wien wurde er am 27. Juni 1973 zum Universitätsdozenten für das gesamte Fach Physiologie ernannt.
Am 27. September 1974 erfolgte die Ernennung zum außerordentlichen Universitätsprofessor unter gleichzeitiger Bestellung zum Leiter der Abteilung für psychologische Physiologie, diese Funktion führte er bis 1981 aus. Ende der 1970er Jahre erfolgte die Ernennung zum ordentlichen Universitätsprofessor. Seine Lehrtätigkeit in Salzburg beendete er offiziell im Wintersemester 1992/93.
Bis 1985 führte er eine Kassenpraxis in Bad Ischl, wo er als Neurologe und Psychiater tätig war. Hier betreute er nicht nur Patienten aus dem inneren Salzkammergut, sondern auch von weit her kamen Patienten. Ein besonderes Augenmerk legte er hier im Kurort auch auf die Balneologie. Ein Großteil seiner wissenschaftlichen Arbeiten beschäftigte sich mit der Ultraschalluntersuchung und Diagnostik, aber auch der Wirksamkeit der Ultraschallbehandlungen, weiter Liquor-Druck, Parkinson-Krankheit, Multiple Sklerose, Epilepsie und sinnesphysiologische Aspekte.
Über siebzig (Stand 1982) wissenschaftliche Arbeiten und in- und ausländische Patente (z. B. die blendfreie OP-Lampe 1959, Druckmessgerät 1952, Blutdruckmessgerät 1977) gehen auf ihn zurück.